# Hwaseo (métro de Séoul)
Hwaseo (hangeul : 화서 ; hanja : 華西)) est une station de passage de la ligne 1 du métro de Séoul. Elle est située au 692 Deokyeongdaero, dans le quartier Hwaseo 2-dong de la ville Suwon-si, dans la province Gyeonggi-do, au sud-ouest de la ville de Séoul en Corée du Sud.
Ouverte en 1974, elle est desservie par les rames du service omnibus de la ligne 1.

## Situation sur le réseau

Plan du réseau (2023)

Établie en surface, la station Sungkyunkwan est une station de passage de la ligne 1 (branche Guro-Sinchang) du métro de Séoul, elle est située : entre la station Université Sungkyunkwan, en direction du terminus nord-est Yeoncheon, et la station Suwon, en direction du terminus sud-ouest Sinchang.

## Histoire
La station Hwaseo est mise en service le 15 août 1974, lors de l'ouverture à l'exploitation de la section de Seoul à Suwon, dite ligne Gyeongbu, de la nouvelle ligne 1 du métro de Séoul,,,.

## Services aux voyageurs

### Accès et accueil
La station est établie au 692 Deokyeongdaero, dans le quartier Hwaseo 2-dong. Elle dispose de six bouches numérotées de 1 à 6, situées de part et d'autre de la ligne : au nord-est les bouches 1, 2, 3 et 4 sont établies le long de la Deogyeong-daero et au nord-ouest les bouches 5 et 6 desservent la Suseong-ro.

### Desserte
Hwaseo, est desservie par les rames du service omnibus de la ligne 1. Elle dispose de deux quais centraux équipés de portes palières.

Installations
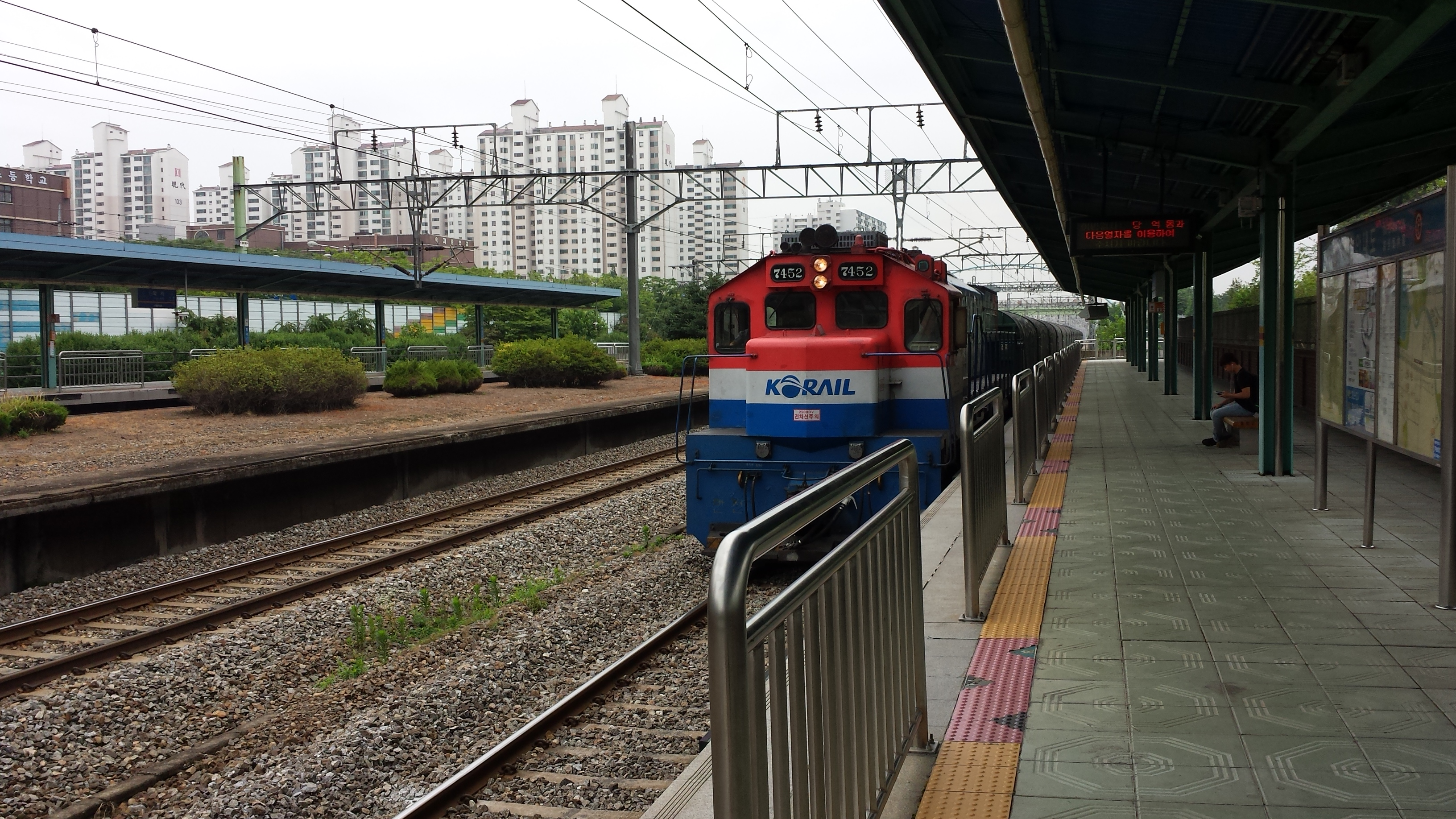
En 2014.
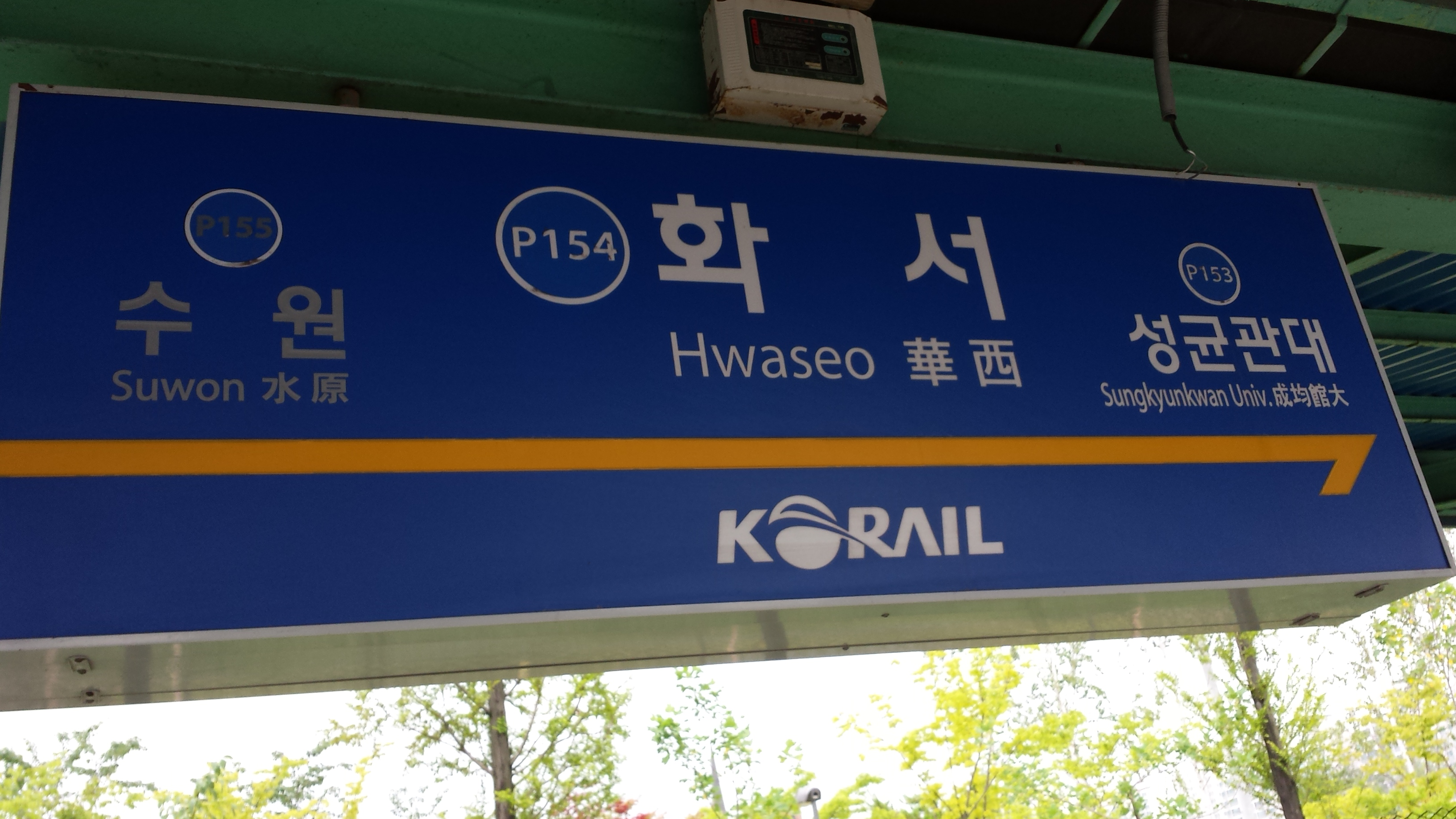
En 2014.
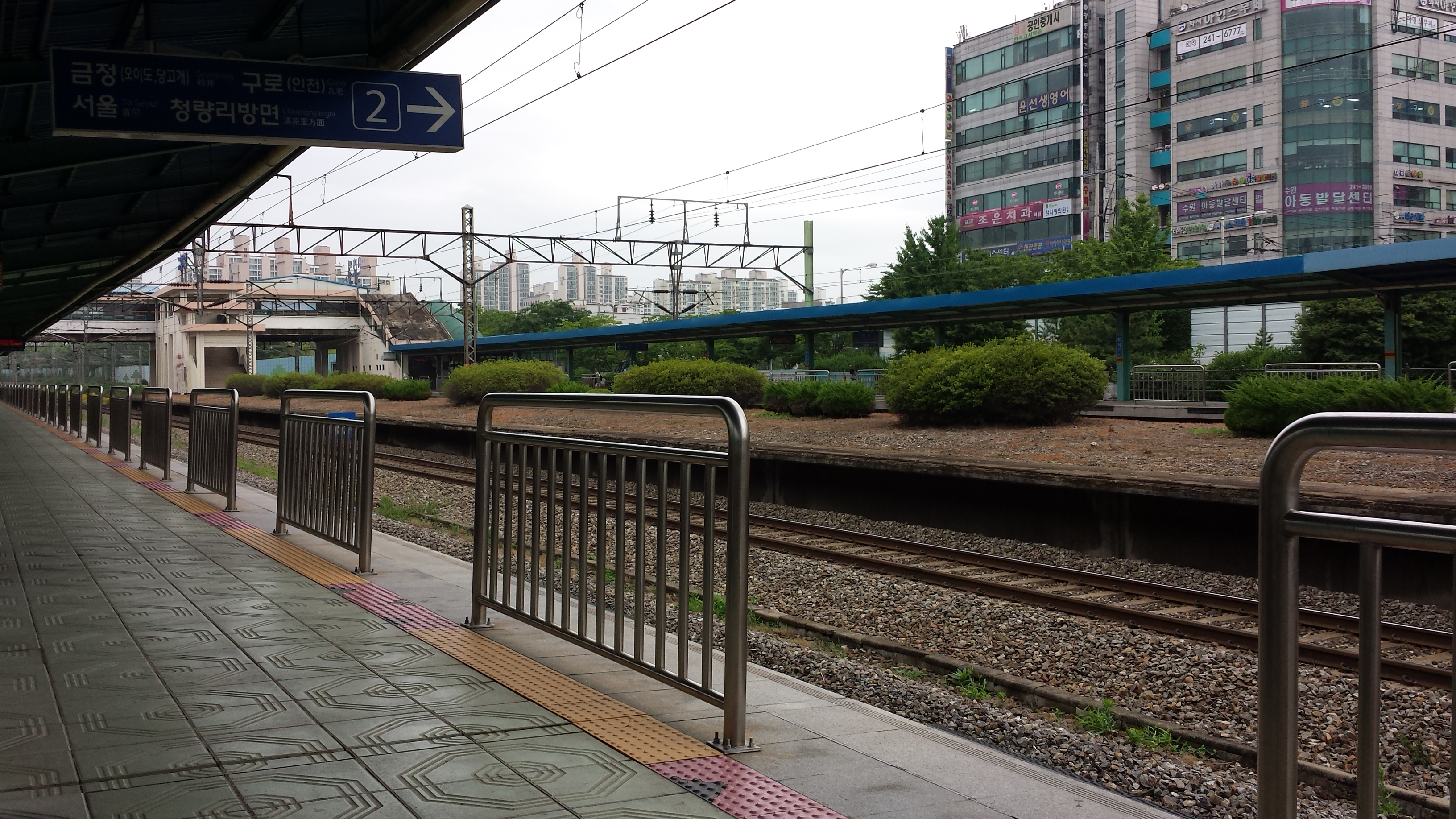
En 2014.

### Intermodalité
Des arrêts de bus sont situés à proximité

## À proximité
La station dessert notamment plusieurs sites universitaires, gouvernementaux et culturels importants, comme la forteresse de Hwaseong, le parc Manseok, l'Institut national coréen des sciences et technologies agricoles et le bureau de l'immigration de Suwon, tout en étant la station la plus proche de Seoho, un lac et un parc importants.

## Projets
À l'horizon 2027, il est prévu qu'elle devienne une station de correspondance avec la ligne Sin Bundang.